# Орішківці
Орі́шківці — село у складі Бібрської міської об'єднаної територіальної громади, Львівського району, Львівської області. Населення становить 201 особу. Орган місцевого самоврядування — Бібрська міська рада Бібрської МОТГ. Місцева дерев'яна церква Прсв. Євхаристії 1912 [Архівовано 4 березня 2016 у Wayback Machine.].

## Історія
Згадується 1 лютого 1451 року в книгах галицького суду.
У податковому реєстрі 1515 року в селі документується спустошення.

## Політика

### Парламентські вибори, 2019
На позачергових парламентських виборах 2019 року у селі функціонувала окрема виборча дільниця № 460317, розташована у приміщенні народного дому.
Результати
- зареєстровано 113 виборців, явка 57,52 %, найбільше голосів віддано за «Європейську Солідарність» — 36,92 %, за Всеукраїнське об'єднання «Батьківщина» — 20,00 %, за «Слугу народу» — 13,85 %.[4] В одномандатному окрузі найбільше голосів отримав Андрій Кіт (самовисування) — 50,77 %, за Олега Канівця (Громадянська позиція) і Євгенія Гірника (самовисування) — по 15,38 %[5].